# Il traditore tipo
Il traditore tipo (Our Kind of Traitor) è un film del 2016 diretto da Susanna White.
La sceneggiatura è scritta da Hossein Amini, basata sul romanzo di John le Carré Il nostro traditore tipo. Fanno parte del cast principale Ewan McGregor, Naomie Harris, Stellan Skarsgård e Damian Lewis.

## Trama
Durante una vacanza in Marocco Perry e Gail, una coppia sposata inglese in crisi matrimoniale, conoscono Dima, un uomo d'affari russo coinvolto nel riciclaggio di denaro sporco per la mafia russa. L'uomo chiede alla coppia di entrare in contatto con l'MI6 britannico fornendogli importanti informazioni. Perry e Gail si ritroveranno ben presto coinvolti nello spietato mondo dello spionaggio internazionale.
Dima infatti è consapevole che il suo tempo all'interno dell'organizzazione mafiosa è ormai finito e vuole a tutti i costi evitare che lui e la sua famiglia facciano la fine del suo amico Misha, trucidato insieme alla moglie e alla figlia maggiore perché ormai scomodo e a conoscenza di troppi segreti. Dà quindi a Perry, di cui ha stima sembrandogli un uomo d'onore, una pendrive su cui è conservata una lunga lista di nomi di coloro che sono a libro paga della mafia russa o che sono intestatari di conti cifrati.
Perry di ritorno a Londra riesce a mettersi in contatto con Hector, un agente del MI6 che indaga da tempo sui contatti della mafia a Londra e in particolar modo su di un parlamentare inglese che lui ritiene corrotto, Longrigg, che tempo prima aveva cercato di screditarlo portando alla luce la tossicodipendenza di suo figlio. Purtroppo i dati contenuti nella pendrive non sono abbastanza dettagliati per convincere i superiori di Hector a investigare su dei personaggi così influenti per cui l'agente decide di proseguire da solo nella trattativa con il mafioso pentito insieme a due suoi colleghi fidati.
Chiede pertanto a Perry di rimettersi in contatto con Dima facendo in modo che l'incontro avvenga in modo che sembri casuale e l'occasione è data da un evento che si svolge a Parigi in cui i due si incontrano e riescono anche a sfuggire alla stretta sorveglianza delle guardie del corpo di Dima in modo da poter parlare con Hector che chiede al russo di fornire i numeri dei conti cifrati; in cambio fornirà protezione a lui e alla sua famiglia. Dima vorrebbe maggiori garanzie ma accetta le condizioni dell'agente britannico soprattutto perché ha fiducia in Perry che glielo ha presentato, ma dice che li fornirà non appena ci sarà il passaggio di consegne tra la sua gestione dei fondi mafiosi e quella della nuova leva ancora più feroce e spietata che avverrà presso una Banca Svizzera. Qui saranno assegnati i conti a tutti i politici inglesi corrotti che dovranno poi facilitare l'ingresso di una loro banca nella City londinese.
Il giorno della firma tutto è pronto per portare in salvo la famiglia di Dima e per far scomparire lui stesso dopo l'incontro giacché una volta effettuato il passaggio potrebbe essere ucciso in qualsiasi momento.
Dima, che ha una memoria visiva prodigiosa, annota nella sua mente tutti i numeri di conto e poi, durante un ricevimento cerca di appartarsi per poter scappare e ci riesce nonostante venga sorvegliato strettamente ed infatti è costretto ad uccidere il suo ex autista.
Lui, la sua famiglia insieme a Perry e a sua moglie vengono portati dagli agenti britannici fedeli ad Hector in una baita di montagna sulle Alpi francesi dove purtroppo la figlia di Dima, innamorata di uno dei giovani boss mafiosi telefona rivelando il nascondiglio. Difatti poche ore dopo, durante la notte i fuggitivi vengono allertati dal cane del fattore; le donne si nascondono in cantina protette da Perry mentre Dima e gli agenti vengono coinvolti in una sparatoria dove vengono uccisi due dei tre sicari ma anche un agente mentre l'altro rimane ferito. Dima riesce ad uccidere anche il capo dei sicari che stava per avere la meglio su di lui grazie all'intervento di Perry che era andato a cercarlo nel bosco.
Il mafioso decide quindi di rompere gli indugi e di recarsi a Londra da Hector affidandosi completamente a lui perché vuole assolutamente che la sua famiglia venga portata in salvo. Accetta quindi di salire sull'elicottero che è stato inviato a prelevarlo convinto anche dal suo amico Perry, di cui ormai ha completa fiducia, che promette di accompagnarlo. All'ultimo momento però Dima gli chiede di restare con i suoi cari e parte scortato dall'agente ferito. Mentre Perry vede decollare l'elicottero telefona a sua moglie, che era restata con la famiglia di Dima, per dirle che tutto era andato bene ma proprio in quel momento il velivolo esplode in volo.
Qualche giorno dopo Perry si reca a casa di Hector per ringraziarlo di aver tenuto fede alla promessa dando comunque asilo alla famiglia di Dima e per consegnargli la sua pistola secondo le sue ultime volontà. Dopo essersi congedato da Perry, l'agente osserva pensieroso l'arma e si accorge che il meccanismo di carica è inceppato...ed è all'interno del carrello della pistola che trova un bigliettino con annotati tutti i numeri dei conti cifrati e i nomi dei politici corrotti a cui erano intestati.

## Distribuzione
Il 1º maggio 2016 viene presentato in anteprima al San Francisco International Film Festival. Il film verrà distribuito nelle sale cinematografiche britanniche il 13 maggio 2016. In Italia è stato distribuito in anteprima il 5 maggio 2016.